# Stan Sheriff Center
Stan Sheriff Center je víceúčelová aréna s kapacitou 10 300 míst v Honolulu, na Havaji, v areálu University of Hawaii at Manoa. Původně Special Events Arena, která byla otevřena v roce 1994, byla přejmenována v roce 1998 po Stanu Sheriffovi (1932-1993), bývalém sportovci UH, který lobboval za výstavbu.
Stan Sheriff Center je domovem basketbalových a volejbalových univerzitních týmů. 12. května 1998 se ve středisku konala soutěž Miss Universe. Klubový basketbalový turnaj Diamond Head Classic se koná v prosinci. A každoroční regionální soutěž FIRST Robotics Competition. Jako největší hala na Havaji je místem mnoha významných koncertních turné v Honolulu. Kapacita je 11 000 pro koncertní představení a 11 300 pro vystoupení v centru scény. World Championship Wrestling používal Stan Sheriff Center jako havajskou zastávku od roku 1994 až do roku 2002. Aréna uspořádala ve dnech 4. a 6. října 2015 dvě zápasy NBA v sezóně mezi Los Angeles Lakers a Utah Jazz.